# Bộ Nội vụ Liên Xô
Bộ Nội vụ Liên Xô (MVD) - (tiếng Nga: Министерство внутренних дел СССР (МВД)) - là cơ quan cấp bộ của Liên Xô. Nhiệm vụ chính là chống tội phạm và duy trì trật tự công cộng trong giai đoạn năm 1946-1960 và 1968-1991.
Trước khi Liên Xô sụp đổ, Bộ là cơ quan thống nhất 15 Bộ Nội vụ của các nước Cộng hòa Liên bang. 

## Lịch sử

### 1946-1960
Vào ngày 15 tháng 3 năm 1946, tại kỳ họp thứ V của Xô viết Tối cao Liên Xô đã thông qua Luật Chuyển đổi Hội đồng Dân ủy Liên Xô thành Hội đồng Bộ trưởng Liên Xô, và các Bộ Dân ủy trở thành các Bộ. Bộ Dân ủy Nội vụ Liên Xô (NKVD) được chuyển đổi thành Bộ Nội vụ Liên Xô (MVD). Những thay đổi tương ứng trong Hiến pháp Liên Xô được thông qua sau đó ngày 25 tháng 2 năm 1947.
Vào tháng 1 năm 1947, theo nghị định của Hội đồng Bộ trưởng Liên Xô, Lực lượng Nội vụ của Bộ Nội vụ Liên Xô được chuyển đến Bộ An ninh Nhà nước Liên Xô (MGB). Lực lượng Biên phòng, đơn vị hộ tống và lực lượng Nội vụ bảo vệ các cơ sở công nghiệp và đường sắt vẫn trực thuộc Bộ Nội vụ Liên Xô. Quá trình loại bỏ dần quyền hạn Bộ Nội vụ Liên Xô bắt đầu từ năm 1947, đến năm 1953, Bộ Nội vụ quản lý các trại giam, cơ quan và doanh nghiệp hoạt động kinh tế, công nghiệp (xây dựng, thăm dò địa chất, khai thác, lâm nghiệp, v.v.):
- Vào tháng 8 năm 1947, một nghị quyết đã được Hội đồng Bộ trưởng Liên Xô thông qua, theo đó Cục Thông tin Chính phủ và Ban Thông tin Quân sự Chính phủ được chuyển từ Bộ Nội vụ sang Bộ An ninh Nhà nước Liên Xô.
- Vào ngày 13 tháng 3 năm 1948, theo sửa đổi Hiến pháp của Nga Xô, Bộ Nội vụ của Nga Xô đã được thành lập (các bộ nội vụ của các nước cộng hòa và tự trị khác đã tồn tại trước đó).
- Vào tháng 4 năm 1948, các đơn vị bảo vệ các cơ sở công nghiệp quan trọng của Bộ Nội vụ Liên Xô đã được chuyển sang Bộ An ninh Nhà nước Liên Xô.
- Vào tháng 10 năm 1949, theo Nghị định của Hội đồng Bộ trưởng Liên Xô ngày 13 tháng 10 năm 1949. Tổng cục Xây dựng Quân đội, Tổng cục Lực lượng Biên phòng (GUPV) và các bộ phận của lực lượng biên phòng, Tổng cục Dân vệ (cảnh sát hình sự, cục chống chiếm đoạt tài sản xã hội chủ nghĩa (OBHSS), dân phòng) đã được chuyển đến Bộ An ninh Nhà nước Liên Xô.
- Vào tháng 3 năm 1949, theo nghị định của Hội đồng Bộ trưởng Liên Xô, cục lưu trữ bảo vật nhà nước đã được chuyển đến Bộ An ninh Nhà nước trên cơ sở cục bảo vật đặc biệt (Gokhran).
- Vào tháng 7 năm 1950, Hội đồng đặc biệt và Tổng cục điều tra hành động (chống lại thổ phỉ) đã được chuyển từ Bộ Nội vụ Liên Xô sang Bộ An ninh Nhà nước Liên Xô.

Sau khi Stalin qua đời, tại cuộc họp chung giữa Ban chấp hành Trung ương Đảng Cộng sản Liên Xô, Hội đồng Bộ trưởng Liên Xô và Đoàn Chủ tịch Xô viết Tối cao Liên Xô đã quyết định sáp nhập Bộ An ninh Nhà nước Liên Xô và Bộ Nội vụ Liên Xô thành một bộ - Bộ Nội vụ của Liên Xô. Các luật liên quan đã được thông qua vào ngày 15 tháng 3 năm 1953. Lavrentiy Beria được bổ nhiệm làm Bộ trưởng Bộ Nội vụ Liên Xô và Phó Chủ tịch Hội đồng Bộ trưởng Liên Xô.
Trong giai đoạn này, Bộ Nội vụ đã thực hiện một số bước nhằm giảm thiểu chính sách thi hành hiện có và đưa các hoạt động đặc biệt theo các quy phạm pháp luật. Vì vậy, một số vụ án chính đầu thập niên 50 đã được sửa đổi và làm lại (âm mưu bác sĩ, vấn đề Mingrelian) trong tháng 3/1953. Bộ Nội vụ loại bỏ chức năng sản xuất, kinh tế đặc biệt, trại Gulag được chuyển cho Tổng cục số 1 thuộc Hội đồng Bộ trưởng Liên Xô và các cơ quan khác. Các thông tin về "việc hạn chế quyền hạn Hội đồng đặc biệt" và "bãi bỏ giới hạn việc sử dụng hộ khẩu trong đi lại" được gửi lên Đoàn Chủ tịch Xô viết Tối cao Liên Xô. Bộ Nội vụ ban hành lệnh số 0068 ngày 4 tháng 4 năm 1953, mọi biện pháp cưỡng chế và tác động vật lý trong quá trình điều tra đều bị nghiêm cấm.
Vào tháng 3 năm 1953, liên quan đến việc chuyển đổi chức năng Bộ Nội vụ Liên Xô khỏi các hoạt động sản xuất và kinh tế từ Bộ Nội vụ Liên Xô, hơn 21 cục, ban đã được chuyển sang các bộ, ngành khác. Tổng cục trại giam, Tổng cục định cư trẻ em và các tổ chức lao động cải tạo được chuyển cho Bộ Tư pháp Liên Xô ngoại trừ những người bị kết án về tội phạm chống lại nhà nước.
Ngày 26 tháng 6 năm 1953 Kruglov Sergey Nikiforovich được bổ nhiệm làm Bộ trưởng Bộ Nội vụ Liên Xô.
Vào ngày 1 tháng 9 năm 1953, theo Nghị định của Đoàn chủ tịch Xô viết Tối cao Liên Xô, Hội đồng đặc biệt dưới quyền Bộ trưởng Bộ Nội vụ đã bị bãi bỏ.
Vào ngày 21 tháng 1 năm 1954, theo Nghị định của Hội đồng Bộ trưởng Liên Xô, Tổng cục Trại giam (Gulag) và Tổng cục định cư trẻ em (UDC) một lần nữa được chuyển từ Bộ Tư pháp Liên Xô sang Bộ Nội vụ Liên Xô.
Theo Bộ Nội vụ Liên Xô, tính đến ngày 1 tháng 4 năm 1954, có 1,360,000 tù nhân ở Gulag. Trong số này, có tới 450 nghìn người đang thụ án vì tội ác phản cách mạng và khoảng 680 nghìn người vì tội nghiêm trọng. Trong số các tù nhân, gần 28% là thanh niên dưới 25 tuổi.
Vào ngày 10 tháng 2 năm 1954, Đoàn chủ tịch Ban chấp hành Trung ương Đảng Cộng sản Liên Xô (Bộ Chính trị) đã thông qua quyết định tách các cơ quan an ninh nhà nước khỏi Bộ Nội vụ Liên Xô với tư cách là một bộ phận độc lập - Ủy ban An ninh Nhà nước. Vào ngày 13 tháng 3 năm 1954, theo sắc lệnh của Đoàn chủ tịch Xô viết Tối cao Liên Xô, Ủy ban An ninh Nhà nước (KGB) được thành lập thuộc Hội đồng Bộ trưởng Liên Xô, và Serov Ivan Alexandrovich, nguyên Thứ trưởng Thứ nhất Bộ Nội vụ Liên Xô, được bổ nhiệm làm Chủ tịch. Cảnh sát vẫn ở Bộ Nội vụ Liên Xô.
Ngày 31 tháng 1 năm 1956 Nikolai Pavlovich Dudorov được bổ nhiệm làm Bộ trưởng Bộ Nội vụ Liên Xô.
Vào ngày 25 tháng 10 năm 1956, Ban chấp hành Trung ương Đảng Cộng sản Liên Xô và Hội đồng Bộ trưởng Liên Xô đã thông qua một nghị quyết "Về các biện pháp cải thiện công việc của Bộ Nội vụ Liên Xô". Các cơ quan của Bộ Nội vụ được tổ chức lại thành các sở, phòng nội vụ của các ủy ban chấp hành Xô viết. Do đó, hệ thống quản lý kép đã được hồi sinh: các Xô viết địa phương và cơ quan cao hơn là Bộ Nội vụ.
Vào ngày 13 tháng 1 năm 1960, Chủ tịch Hội đồng Bộ trưởng Liên Xô, Khrushchev, đã ký Nghị định của Hội đồng Bộ trưởng Liên Xô số 48, trong đó ghi lại như sau: Hội đồng Bộ trưởng Liên Xô quyết định bãi bỏ Bộ Nội vụ Liên Xô. Trình lên Đoàn chủ tịch Xô viết Tối cao Liên Xô một dự thảo Nghị định về vấn đề này. Cùng ngày, Chủ tịch Đoàn chủ tịch Xô viết tối cao của Liên Xô, Voroshilov đã ký hai sắc lệnh: về việc bãi bỏ Bộ Nội vụ Liên Xô và về việc chuyển đổi Tổng cục Lưu trữ Bộ Nội vụ Liên Xô sang Tổng cục Lưu trữ Hội đồng Bộ trưởng Liên Xô.
Trong một nghị quyết của Hội đồng Bộ trưởng Liên Xô ngày 13 tháng 1 năm 1960, "Về các vấn đề liên quan đến việc bãi bỏ Bộ Nội vụ Liên Xô", theo đó các cơ quan của Bộ Nội vụ được chuyển về thuộc Hội đồng Bộ trưởng Liên Xô, các Bộ.
Vào ngày 7 tháng 5 năm 1960, một nghị quyết đã được thông qua về việc bãi bỏ Bộ Nội vụ Liên Xô; chức năng đã được chuyển cho các bộ nội vụ của các nước cộng hòa Liên bang.
Trong 6 năm, cơ quan quyền lực kiểm soát hoàn toàn đời sống Liên Xô bị gián đoạn.

### Bộ bảo vệ trật tự công cộng
Vào ngày 26 tháng 7 năm 1966, Nghị định của Đoàn chủ tịch Xô viết Tối cao Liên Xô về việc thành lập Bộ Bảo vệ trật tự công cộng Liên Xô (MOOP) đã khôi phục quyền quản lý tập trung của cảnh sát trong cả nước. Sau 8 ngày, Xô viết Tối cao Liên Xô đã phê chuẩn việc tái lập cơ quan thực thi pháp luật liên bang. Các hoạt động của cảnh sát được điều chỉnh bởi Quy chế về Cảnh sát Liên Xô ngày 17 tháng 8 năm 1962.
Vào ngày 23 tháng 12 năm 1966, Xô viết Tối cao Nga Xô đã bãi bỏ Bộ Bảo vệ trật tự công cộng Nga Xô và chuyển giao các chức năng của nó cho Liên Xô. Các bộ bảo vệ trật tự công cộng trong các nước cộng hòa liên bang khác và các nước cộng hòa tự trị tiếp tục tồn tại.

### 1966-1990
Vào ngày 25/11/1968, Đoàn chủ tịch Xô viết Tối cao Liên Xô đã thông qua Nghị định "Về việc đổi tên của Bộ trật tự công cộng của Liên Xô thành Bộ Nội vụ Liên Xô". Vào ngày 13 tháng 12, Xô viết Tối cao Liên Xô đã phê chuẩn quyết định này. Các quyết định tương tự đã được đưa ra trong các nước Cộng hòa Liên bang và các nước cộng hòa tự trị của Liên Xô. Ngoài việc thay đổi tên chính thức, cảnh sát được tổ chức lại, các cơ quan chính trị được thành lập, nhiều lực lượng khác nhau được kết hợp thành lực lượng nội vụ Bộ Nội vụ. Những sự kiện này kéo dài đến tháng 2 năm 1969, khi cấu trúc mới của Bộ được công bố và việc chuyển đổi lực lượng nội vụ đã hoàn thành.
Đầu những năm 70, khung pháp lý đã được cập nhật đáng kể. Nghị định của Hội đồng Bộ trưởng Liên Xô số 452 ngày 16 tháng 6 năm 1972 đã phê chuẩn Quy chế của Bộ Nội vụ Liên Xô, Nghị định của Hội đồng Bộ trưởng Liên Xô số 385 ngày 8 tháng 6 năm 1973 đã phê chuẩn Quy chế về Cảnh sát Liên Xô, có hiệu lực đến năm 1991. Vào tháng 6 năm 1973, các nhiệm vụ và quyền cơ bản của cảnh sát Liên Xô trong việc bảo vệ trật tự công cộng và cuộc chiến chống tội phạm đã được xác định.
Vào ngày 27 tháng 10 năm 1989, Bộ Nội vụ Nga Xô được thành lập lại.

### Liên Xô sụp đổ
Vào ngày 6 tháng 3 năm 1991, Luật Liên Xô mới về Cảnh sát Liên Xô đã được thông qua. Một cột mốc quan trọng trong lịch sử của các cơ quan thực thi pháp luật Liên Xô là việc kết nạp Liên Xô vào Interpol tại phiên họp thứ 59 của Đại hội đồng Interpol, được tổ chức tại Ottawa vào ngày 1-3 tháng 10 năm 1990. Vào ngày 1 tháng 1 năm 1991, Văn phòng Trung ương Quốc gia của Interpol được thành lập như một bộ phận của Bộ Nội vụ Liên Xô.
Vào ngày 28 tháng 11 năm 1991, theo Nghị định của Chủ tịch Liên Xô, một Quy định tạm thời mới về Bộ Nội vụ Liên Xô đã được phê duyệt, nhưng nó đã không thể có hiệu lực trước khi Liên Xô sụp đổ.

## Chức năng nhiệm vụ
Bộ Nội vụ Liên Xô có một loạt các nhiệm vụ, chịu trách nhiệm phát hiện và điều tra một số loại tội phạm, truy bắt tội phạm, giám sát hệ thống hộ khẩu, duy trì trật tự công cộng, chống nhiễm độc công cộng, giám sát quản chế, quản lý nhà tù và trại lao động, cung cấp phòng cháy chữa cháy và kiểm soát giao thông. Cho đến đầu năm 1988, Bộ Nội vụ Liên Xô cũng phụ trách các bệnh viện tâm thần đặc biệt, nhưng một đạo luật được thông qua vào tháng 1 năm 1988 đã chuyển tất cả các bệnh viện tâm thần cho Bộ Y tế.

### Nhiệm vụ
Bộ Nội vụ có những nhiệm vụ chính:
- Đảm bảo thiết lập trật tự xã hội, ngăn chặn kịp thời và trấn áp tội phạm, công bố và điều tra nhanh chóng và đầy đủ chính xác, sự dụng mọi biện pháp hỗ trợ để loại bỏ các nguyên nhân phạm tội và các hành động chống đối xã hội khác;
- Cải tạo, cải huấn người bị kết án trên tinh thần lao động trung thực, nghiêm chỉnh chấp hành pháp luật và tôn trọng các quy tắc xã hội xã hội chủ nghĩa;
- Tổ chức công tác đảm bảo an toàn phòng cháy chữa cháy các khu dân cư và cơ sở kinh tế quốc dân;
- Đảm bảo an toàn đường bộ trong thành phố và các khu dân cư khác và giao thông đường bộ;
- Bảo đảm chấp hành nghiêm pháp chế xã hội chủ nghĩa trong hoạt động các đơn vị, cơ quan, tổ chức, doanh nghiệp thuộc Bộ và toàn thể cán bộ, công chức của Bộ;
- Thực hiện các nguyên tắc tuyển chọn, đề bạt và bố trí cán bộ của Lênin; bảo đảm trình độ cao về huấn luyện, tác chiến, rèn luyện chính trị và kỷ luật của cán bộ các cơ quan nội chính, bộ đội;
- Sử dụng rộng rãi các thành tựu khoa học công nghệ và kinh nghiệm tích cực trong công tác bảo vệ trật tự xã hội, đấu tranh phòng, chống tội phạm, bảo đảm an toàn phòng cháy chữa cháy và trong các lĩnh vực hoạt động khác của Bộ;
- Cải thiện nhà ở, điều kiện văn hóa, sinh hoạt của cán bộ các đơn vị, cơ quan, tổ chức, doanh nghiệp thuộc hệ thống Bộ;
- Trực tiếp giám sát công việc các cơ quan nội vụ trong Nga Xô.

### Chức năng
Bộ Nội vụ cùng với việc thực hiện các chức năng được quy định trong Quy định chung về các Bộ của Liên Xô:
- Xác định phương hướng hoạt động chủ yếu của các bộ phận, cơ sở, tổ chức thuộc hệ thống Bộ và các phương tiện, phương pháp hiệu quả nhất để giải quyết nhiệm vụ của các đơn vị đó trên cơ sở kết quả nghiên cứu các tiến trình, hình thức kinh tế - xã hội và các quá trình, hình thức khác xảy ra trong xã hội có tác động đến cuộc chiến chống tội phạm và các hành động chống đối xã hội khác, cũng như trên cơ sở dự báo khoa học và phân tích số liệu thống kê và dữ liệu khác đặc trưng cho tình trạng trật tự xã hội;
Hoàn thiện hệ thống kiểm soát các đơn vị trực thuộc theo ngành, theo cơ sở, theo tổ chức, theo doanh nghiệp trên cơ sở những thành tựu đạt được trong lĩnh vực khoa học tổ chức kiểm soát và lao động;
- Thực hiện các biện pháp bảo đảm ngăn ngừa, trấn áp kịp thời các loại tội phạm và các hành vi chống đối xã hội khác, tổ chức công tác phòng ngừa nhằm ngăn chặn các hành vi gây rối trật tự xã hôị và các tội phạm khác; đưa ra đề xuất với các bộ, ngành, cơ sở và tổ chức để loại bỏ các nguyên nhân làm phát sinh tội phạm và các vi phạm pháp luật và trật tự khác, cũng như các điều kiện góp phần vào việc thực hiện chúng; tổ chức tuyên truyền trong nhân dân về bảo vệ trật tự xã hội và đấu tranh với các hành vi vi phạm pháp luật;
- Tổ chức và hoàn thành các hoạt động nghiệp vụ và điều tra, đảm bảo tiến hành  các cuộc điều tra và kết luận sơ bộ trong các vấn đề về tội phạm mà việc điều tra theo luật được giao cho các cơ quan nội vụ, tiến hành thống kê tội phạm và các hành vi phạm tội khác;
- Tổ chức công tác truy tìm bị can trốn điều tra, xét xử, những người bị kết án trốn tránh việc thi hành án, những người mất tích và những người khác trong các vụ án do pháp luật quy định, đồng thời hỗ trợ Hội Chữ thập đỏ và Trăng lưỡi liềm đỏ Liên Xô trong việc truy tìm những người mất liên lạc với người thân của họ;
- Cùng với các tổ chức Nhà nước và xã hội khác, tiến hành công việc ngăn chặn tình trạng bỏ rơi trẻ em và đấu tranh chống lại tình trạng phạm pháp của trẻ vị thành niên;
- Thi hành lệnh của Tòa án, của Kiểm sát viên, của người tiến hành điều tra do Kiểm sát viên ủy quyền, về việc tạm giữ, lệnh, quyết định áp dụng các biện pháp cưỡng chế khác mà việc thi hành theo quy định của pháp luật được giao cho các cơ quan nội chính; đảm bảo việc bảo vệ và vận chuyển tù nhân;
- Bảo đảm việc thi hành các bản án của tòa án đối với những người bị kết án phạt tù, bị truy tố, trục xuất và các hình phạt khác mà việc thi hành mà pháp luật giao cho các cơ quan nội vụ;
Tổ chức theo quy trình hoạt động đã được thiết lập để cải tạo và cải huấn những người bị kết án, đảm bảo tuân thủ nghiêm ngặt quy định pháp luật về chế độ thi hành án, thu hút người bị kết án vào công việc có ích cho xã hội, tiến hành công tác chính trị và giáo dục với họ, tổ chức và cùng với các bộ và ban ngành liên quan hoàn thành việc giáo dục phổ thông và cung cấp đào tạo chung dạy nghề - kỹ thuật cho những người bị kết án, đảm bảo cách tiếp cận cá nhân trong việc lựa chọn phương pháp cải tạo và cải huấn những người bị kết án có tính đến bản chất và mức độ nguy hiểm xã hội của của tội phạm đã thực hiện, tính cách, hành vi và thái độ làm việc của người bị kết án, sử dụng rộng rãi những phát hiện phương pháp sư phạm, tâm lý học và khoa học khác;
- Hỗ trợ những người được phóng thích khỏi nơi giam giữ trong công việc và cuộc sống hàng ngày của họ;
Đảm bảo, theo quy định pháp luật, việc giám sát hành chính đối với những người được phóng thích, cũng như, trong những trường hợp do pháp luật quy định, giám sát những người bị kết án có điều kiện và được trả tự do có điều kiện;
- Đảm bảo tuân thủ các yêu cầu hệ thống hộ chiếu trên lãnh thổ quốc gia, việc tuân thủ các quy tắc của công dân về chế độ biên giới được kiểm soát cùng với lực lượng biên phòng, cấp giấy phép trong các trường hợp theo quy định pháp luật để xuất cảnh ra nước ngoài và nhập cảnh vào Liên Xô, và giám sát việc tuân thủ công dân nước ngoài và những người không quốc tịch đối với các quy tắc giành riêng cho họ về cư trú và di chuyển trên lãnh thổ Liên Xô;
- Theo quy định pháp luật thực hiện kiểm soát việc mua, tàng trữ và vận chuyển súng và vũ khí, đạn dược, vật liệu nổ, chất độc mạnh, tàng trữ chất phóng xạ, mở mới và vận hành trường bắn và bãi bắn, sửa chữa vũ khí và pháo hoa doanh nghiệp và cửa hàng bán vũ khí săn bắn và thể thao;
Thực hiện kiểm soát theo cách thức quy định đối với việc mở mới và hoạt động của các doanh nghiệp in ấn, xuất bản và khắc dấu, cũng như việc mua và lưu trữ máy sao chép và sản xuất con dấu và khuôn;
- Thực hiện giám sát nhà nước về phòng cháy chữa cháy trong nước, đảm bảo theo quy trình đã thiết lập về phòng cháy chữa cháy của các khu dân cư và cơ sở kinh tế quốc gia, kiểm soát và chỉ đạo công việc các đơn vị cứu hỏa của các bộ và ngành khác, xác định thứ tự công việc chung tổ chức cứu hỏa của đất nước;
- Tham gia cứu người và tài sản trong thiên tai và các trường hợp khẩn cấp khác, đảm bảo trật tự xã hôị, tổ chức bảo vệ tài sản, hỗ trợ sự tham gia của người dân cũng như phương tiện giao thông và các phương tiện khác thuộc doanh nghiệp, tổ chức, cơ quan và công dân thực hiện công tác cứu hộ, khắc phục sự cố khẩn cấp;
- Tổ chức cung cấp hỗ trợ khẩn cấp cho những người bị thiệt hại do hành vi phạm tội và tai nạn, cũng như những người không nơi nương tựa ở trong xã hội;
- Tổ chức điều tiết giao thông trong thành phố và các khu dân cư khác và giao thông trên đường bộ, kiểm soát việc thực hiện các bộ, ngành và tổ chức giao thông vận tải các biện pháp phòng ngừa tai nạn giao thông cơ giới và giao thông điện đô thị;
Thực hiện việc đăng ký và thống kê các phương tiện cơ giới thuộc các doanh nghiệp, tổ chức, cơ sở và công dân, cũng như giám sát tình trạng kỹ thuật của các phương tiện này;
- Kiểm soát việc duy trì đường phố, đường cao tốc và công trình đường bộ trong điều kiện đảm bảo an toàn giao thông, thực hiện các biện pháp cải thiện điều kiện hoạt động của chúng, theo giới hạn quy trình đã thiết lập hoặc cấm giao thông và người đi bộ trên một số đoạn đường và đường cao tốc, khi sử dụng ảnh hưởng đến an toàn giao thông;
- Tổ chức và thực hiện, theo thủ tục đã được thiết lập, việc bảo vệ các doanh nghiệp, tổ chức, cơ quan và các cơ sở khác; kiểm tra an ninh bộ phận, thực hiện các biện pháp nâng cao độ tin cậy an ninh và giảm chi phí an ninh;
- Chỉ đạo các quân đội nội vụ của Bộ, xác định, theo thủ tục đã được thiết lập, cơ cấu tổ chức các đơn vị và cơ sở các quân đội này, đảm bảo sự hợp tác của họ với các đơn vị và bộ phận khác của Lực lượng Vũ trang Liên Xô;
- Tổ chức công tác khoa học và nghiên cứu về các vấn đề bảo vệ trật tự xã hội, chống tội phạm, cải tạo và giáo dục người bị kết án, đảm bảo an toàn cháy nổ trong thành phố, các khu vực đông dân cư khác và các cơ sở kinh tế quốc dân, đảm bảo an toàn đường bộ trong thành phố và các khu vực đông dân cư khác và giao thông đường bộ nhằm thực hiện có hiệu quả nhiệm vụ, trách nhiệm được giao, Bộ đã cùng các bộ, ngành khác giải quyết các vấn đề phức tạp cho các vấn đề được chỉ ra;
- Thực hiện đào tạo, bồi dưỡng cán bộ có trình độ chuyên môn cao và trung học chuyên ngành, kể cả quân sự, giáo dục và đào tạo cán bộ khoa học cho nhu cầu của Bộ;
- Các vấn đề với các bộ và ban ngành - nhà sản xuất các yêu cầu chiến thuật và kỹ thuật để phát triển và sản xuất các phương tiện kỹ thuật mới cần thiết để bảo vệ trật tự xã hội, chống tội phạm, đảm bảo an toàn cháy nổ và sử dụng trong các lĩnh vực hoạt động khác của Bộ; xem xét các nhiệm vụ kỹ thuật cho sự phát triển của họ được trình bày trong thỏa thuận; tham gia vào công việc thử nghiệm các nguyên mẫu của các phương tiện này và xem xét các vấn đề liên quan đến sản xuất hàng loạt của chúng; đưa ra đề xuất, theo quy trình đã thiết lập;
- Hỗ trợ các cơ quan của Bộ Quốc phòng trong việc tổ chức thực hiện nghĩa vụ quân sự tại ngũ và giám sát việc tuân thủ các quy tắc đăng ký quân sự của công dân Liên Xô
- Hỗ trợ đấu tranh chống tội phạm đặc biệt nguy hiểm chống Nhà nước và thực hiện các biện pháp khác để bảo vệ an ninh Nhà nước;
- Thực hiện tài chính cho các đơn vị, cơ quan và tổ chức thuộc hệ thống của Bộ từ nguồn kinh phí được phân bổ từ ngân sách Liên bang theo quy định đã được thiết lập;
- Thực hiện các biện pháp nâng cao trình độ phục vụ, tác chiến, rèn luyện chính trị và tăng cường kỷ luật cán bộ các cơ quan nội chính, nội vụ, bảo đảm thực hiện các yêu cầu của quy định về nghĩa vụ, điều lệ, hướng dẫn điều hành hoạt động của các cơ quan nội chính, nội vụ về nhân sự;
- Đệ trình các đề xuất lên Hội đồng Bộ trưởng Liên Xô về việc trao các cấp bậc đặc biệt cho các nhân viên chỉ huy cao nhất và quân hàm cấp tướng, cũng như phong các cấp bậc quân sự và đặc biệt khác cho nhân viên các cơ quan nội vụ và quân đội nội vụ theo quy định;
- Theo quy định pháp luật, quy định thủ tục từ chức hoặc nghỉ hưu đối với các sĩ quan cấp trung, cấp cao và tuổi cao của các cơ quan nội vụ và quân nhân thuộc quân đội nội vụ, cũng như thủ tục cấp lương hưu cho sĩ quan và cấp bậc của các cơ quan nội chính và quân nhân của bộ đội nội vụ và các thành viên trong gia đình họ;
- Theo thủ tục đã được thiết lập, trao huy hiệu và bằng khen cho các nhân viên xuất sắc trong hệ thống của Bộ và những công dân tích cực hỗ trợ các cơ quan nội vụ hoàn thành nhiệm vụ, cũng như áp dụng các hình thức khuyến khích khác;
- Hỗ trợ thực hiện các biện pháp bảo vệ và bảo tồn tài nguyên thiên nhiên khỏi ô nhiễm, chống săn trộm và vi phạm các quy tắc săn bắn và đánh cá.

## Cơ cấu tổ chức

### Bộ trưởng
Đứng đầu Bộ Nội vụ Liên Xô là Bộ trưởng, được Xô Viết Tối cao Liên Xô bổ nhiệm theo hiến pháp Liên Xô, và trong khoảng thời gian giữa các phiên họp - bởi Đoàn Chủ tịch Xô Viết Tối cao Liên Xô và sau đó được Xô viết Tối cao Liên Xô phê chuẩn.
Bộ trưởng Bộ Nội vụ Liên Xô do Hội đồng Bộ trưởng Liên Xô giới thiệu ứng viên. Việc phân công trách nhiệm giữa các Thứ trưởng do Bộ trưởng quy định.
Bộ trưởng Bộ Nội vụ Liên Xô chịu trách nhiệm cá nhân về việc hoàn thành các nhiệm vụ được giao cho Bộ và xác định trách nhiệm, mức độ trách nhiệm của các Thứ trưởng, Thủ trưởng các cơ quan hành chính và các đơn vị khác của Bộ đối với việc quản lý các lĩnh vực riêng biệt vận hành của Bộ, cũng như cho công việc của các đơn vị, cơ sở, tổ chức và doanh nghiệp thuộc hệ thống Bộ.
Bộ trưởng Bộ Nội vụ Liên Xô, trong thẩm quyền của Bộ, ban hành các lệnh và chỉ thị trên cơ sở và tuân thủ các luật Liên Xô, cũng như các nghị định và pháp lệnh Hội đồng Bộ trưởng Liên Xô, và đưa ra các chỉ thị ràng buộc đối với các Bộ Nội vụ Liên bang và các nước cộng hòa tự trị, bởi chính quyền và bởi các bộ phận nội vụ thuộc Ủy ban Chấp hành Xô viết Đại biểu Nhân dân, các vụ, cơ sở, tổ chức và doanh nghiệp thuộc hệ thống Bộ và kiểm tra việc thực hiện.
Các lệnh và chỉ thị do Bộ ban hành trong giới hạn quyền được cấp cho Bộ Nội vụ Liên Xô về an toàn phòng cháy chữa cháy, an toàn giao thông ở các thành phố và các khu vực đông dân cư khác, giao thông trên đường và các vấn đề khác được xác định theo luật Liên Xô là bắt buộc đối với các doanh nghiệp, các tổ chức và cơ quan, bất kể bộ phận trực thuộc, và cả đối với công dân.
Khi cần thiết, Bộ trưởng Bộ Nội vụ Liên Xô sẽ ban hành các lệnh và chỉ thị chung với người đứng đầu các bộ và ban ngành khác.

### Đoàn Chủ tịch
Bộ Nội vụ Liên Xô thành lập Đoàn Chủ tịch bao gồm Bộ trưởng (Chủ tịch) và các Thứ trưởng, cũng như các quan chức cấp cao khác của Bộ.
Các thành viên của Đoàn Chủ tịch của Bộ được phê duyệt bởi Hội đồng Bộ trưởng Liên Xô.
Đoàn Chủ tịch Bộ Nội vụ Liên Xô tại các phiên họp thường kỳ xem xét các vấn đề cơ bản về hoạt động và cải tiến công việc của Bộ, thảo luận về các vấn đề quản lý thực tế của các vụ, cơ quan, tổ chức và doanh nghiệp thuộc hệ thống Bộ, kiểm tra việc thực hiện, tuyển chọn và sử dụng nhân sự, soạn thảo các lệnh và chỉ thị quan trọng nhất, nghe báo cáo Bộ trưởng Bộ Nội vụ các nước cộng hòa thuộc Liên bang, báo cáo của các vụ, ban, ngành của Bộ, các cơ quan, tổ chức và doanh nghiệp.
Theo quy định, các quyết định Đoàn Chủ tịch Bộ Nội vụ Liên Xô được thực hiện theo lệnh của Bộ trưởng. Trong trường hợp có sự bất đồng giữa Bộ trưởng và Đoàn Chủ tịch, Bộ trưởng thi hành quyết định của mình, báo cáo về những khác biệt phát sinh cho Hội đồng Bộ trưởng Liên Xô, và các thành viên của Đoàn Chủ tịch, lần lượt, có thể báo cáo ý kiến của mình lên Hội đồng Bộ trưởng Liên Xô.

## Cơ cấu tổ chức
Năm 1969 cơ cấu Bộ Nội vụ Liên Xô gồm:
- Văn phòng sự vụ
- Vụ Tổ chức - Thanh tra
- Tổng cục cảnh sát quản lý hành chính
- Cục Điều tra hình sự
- Cục chống trộm cắp tài sản xã hội chủ nghĩa và đầu cơ
- Cục Thanh tra Quốc gia về An toàn Đường bộ
- Cục Cảnh sát giao thông vận tải
- Cục Cảnh sát đặc biệt
- Ủy ban điều tra
- Tổng cục Tác nghiệp (giám sát); sau đổi thành Tổng cục 7
- Cục Bảo vệ ngoại tuyến
- Cục Điều hành-Kỹ thuật
- Vụ 1 (kế toán thống kê)
- Vụ thống kê người, người lang thang
- Tổng cục Quân đội nội vụ
- Tổng cục Phòng cháy chữa cháy
- Tổng cục lao động và các tổ chức lao động
- Tổng cục Lâm nghiệp và các tổ chức lao động
- Tổng cục Vật tư kỹ thuật và Quân nhu
- Văn phòng Chính trị và Giáo dục
- Tổng cục Công chức
- Cục các tổ chức giáo dục và nghiên cứu khoa học
- Cục Xây dựng cơ bản
- Cục Tài chính Kế hoạch
- Cục kinh tế
- Cục Y tế
- Vụ động viên quân sự
- Vụ vận tải đặc biệt
- Viện nghiên cứu toàn Nga của Bộ Nội vụ
- Viện nghiên cứu phòng cháy chữa cháy toàn Nga của Bộ Nội vụ
- Trung tâm Thông tin và Điện toán

Năm 1972, Tổng cục 5 (cảnh sát đặc biệt tại các cơ sở Lực lượng Tên lửa Chiến lược) được thành lập;
Tháng 3 năm 1976, Tổng cục cảnh sát quản lý hành chính được chuyển thành Tổng cục Bảo vệ trật tự xã hội.
Năm 1977, Tổng cục 5 (thi hành án không giam giữ) được thành lập, Tổng cục 5 trước đây đã đổi số thành thứ Tổng cục 12.
Theo lệnh của Bộ Nội vụ số 0014 ngày 15 tháng 11 năm 1988, Tổng cục 6 (chống tội phạm có tổ chức) được thành lập. Vào tháng 2 năm 1991, được chuyển đổi thành Tổng cục chống tội phạm bạo lực, tội phạm có tổ chức, tham nhũng và buôn bán ma túy.
Năm 1987, Tổng cục lao động và các tổ chức lao động và Tổng cục Lâm nghiệp và các tổ chức lao động được sáp nhập thành Tổng cục các tổ chức lao động.

## Danh sách Bộ trưởng
| STT                                           | Họ và tên (sinh - mất)      | Họ và tên (sinh - mất)                                              | Nhiệm kỳ                    | Nhiệm kỳ                    | Lãnh đạo Chính phủ                                         |
| STT                                           | Họ và tên (sinh - mất)      | Họ và tên (sinh - mất)                                              | Bổ nhiệm                    | Miễn nhiệm                  | Lãnh đạo Chính phủ                                         |
| Bộ trưởng Bộ Nội vụ Liên Xô                   | Bộ trưởng Bộ Nội vụ Liên Xô | Bộ trưởng Bộ Nội vụ Liên Xô                                         | Bộ trưởng Bộ Nội vụ Liên Xô | Bộ trưởng Bộ Nội vụ Liên Xô | Bộ trưởng Bộ Nội vụ Liên Xô                                |
| --------------------------------------------- | --------------------------- | ------------------------------------------------------------------- | --------------------------- | --------------------------- | ---------------------------------------------------------- |
| 1                                             |                             | Thượng tướng Sergei Nikiforovich Kruglov (1907—1977)                | 19 tháng 3 1946             | 5 tháng 3 1953              | Joseph Stalin (1941—1953)                                  |
| 2                                             |                             | Nguyên soái Liên bang Xô viết Lavrentiy Pavlovich Beria (1899—1953) | 5 tháng 3 1953              | 26 tháng 6 1953             | Georgy Malenkov (1953—1955)                                |
| 3                                             |                             | Thượng tướng Sergei Nikiforovich Kruglov (1907—1977)                | 26 tháng 6 1953             | 31 tháng 1 1956             | Georgy Malenkov (1953—1955) Nikolai Bulganin (1955—1958)   |
| 4                                             |                             | Nikolai Pavlovich Dudorov (1906—1977)                               | 31 tháng 1 1956             | 7 tháng 5 1960              | Nikolai Bulganin (1955—1958) Nikita Khrushchev (1958—1964) |
| Bộ trưởng Bộ Bảo vệ trật tự công cộng Liên Xô |                             |                                                                     |                             |                             |                                                            |
| 1                                             |                             | Đại tướng Nikolai Anisimovich Shchelokov (1910—1984)                | 17 tháng 9 1966             | 13 tháng 12 1968            | Alexei Kosygin (1964—1980)                                 |
| Bộ trưởng Bộ Nội vụ Liên Xô                   |                             |                                                                     |                             |                             |                                                            |
| 5                                             |                             | Đại tướng Nikolai Anisimovich Shchelokov (1910—1984)                | 13 tháng 12 1968            | 17 tháng 12 1982            | Alexei Kosygin (1964—1980) Nikolai Tikhonov (1980—1985)    |
| 6                                             |                             | Đại tướng Vitaly Vasilyevich Fedorchuk (1918—2008)                  | 17 tháng 12 1982            | 24 tháng 1 1986             | Nikolai Tikhonov (1980—1985) Nikolai Ryzhkov (1985—1990)   |
| 7                                             |                             | Thượng tướng Aleksandr Vladimirovich Vlasov (1932—2002)             | 24 tháng 1 1986             | 20 tháng 10 1988            | Nikolai Ryzhkov (1985—1990)                                |
| 8                                             |                             | Trung tướng Vadim Viktorovich Bakatin (1937-)                       | 20 tháng 10 1988            | 1 tháng 12 1990             | Nikolai Ryzhkov (1985—1990)                                |
| 9                                             |                             | Thượng tướng Boris Karlovich Pugo (1937—1991)                       | 1 tháng 12 1990             | 22 tháng 8 1991             | Nikolai Ryzhkov (1985—1990) Valentin Pavlov (1991)         |
| 10                                            |                             | Thượng tướng Viktor Pavlovich Barannikov (1940—1995)                | 29 tháng 8 1991             | 26 tháng 12 1991            | Ivan Stepanovich Silayev (de facto) (1991)                 |

## Thứ trưởng thứ nhất
| STT                                                     | Họ và tên (sinh - mất)                | Họ và tên (sinh - mất)                                          | Nhiệm kỳ                              | Nhiệm kỳ                              | Chưc vụ kiêm nhiệm                                 | Ghi chú                                                              |
| STT                                                     | Họ và tên (sinh - mất)                | Họ và tên (sinh - mất)                                          | Bổ nhiệm                              | Miễn nhiệm                            | Chưc vụ kiêm nhiệm                                 | Ghi chú                                                              |
| Thứ trưởng thứ nhất Bộ Nội vụ Liên Xô                   | Thứ trưởng thứ nhất Bộ Nội vụ Liên Xô | Thứ trưởng thứ nhất Bộ Nội vụ Liên Xô                           | Thứ trưởng thứ nhất Bộ Nội vụ Liên Xô | Thứ trưởng thứ nhất Bộ Nội vụ Liên Xô | Thứ trưởng thứ nhất Bộ Nội vụ Liên Xô              | Thứ trưởng thứ nhất Bộ Nội vụ Liên Xô                                |
| ------------------------------------------------------- | ------------------------------------- | --------------------------------------------------------------- | ------------------------------------- | ------------------------------------- | -------------------------------------------------- | -------------------------------------------------------------------- |
| 1                                                       |                                       | Trung tướng Vasily Stepanovich Ryasnoy (1904-1995)              | 19 tháng 3 năm 1946                   | 24 tháng 2 năm 1947                   |                                                    |                                                                      |
| 2                                                       |                                       | Thượng tướng Ivan Alexandrovich Serov (1905-1990)               | 24 tháng 2 năm 1947                   | 13 tháng 3 năm 1954                   | Ủy viên dự khuyết Trung ương Đảng Cộng sản Liên Xô |                                                                      |
| 3                                                       |                                       | Thượng tướng Bogdan Zakharovich Kobulov (1904-1953)             | 11 tháng 3 năm 1953                   | 29 tháng 6 năm 1953                   | Ủy viên dự khuyết Trung ương Đảng Cộng sản Liên Xô | Bị bắt trong "vụ án Lavrentiy Beria"                                 |
| 4                                                       |                                       | Thượng tướng Sergei Nikiforovich Kruglov (1907—1977)            | 11 tháng 3 năm 1953                   | 26 tháng 6 năm 1953                   | Ủy viên Trung ương Đảng Cộng sản Liên Xô           | Trở thành Bộ trưởng Bộ Nội vụ                                        |
| 5                                                       |                                       | Nikolay Nikolaevich Shatalin (1904-1984)                        | 30 tháng 6 năm 1953                   | 28 tháng 7 năm 1953                   | Bí thư Trung ương Đảng Cộng sản Liên Xô            |                                                                      |
| 6                                                       |                                       | Đại tá An ninh Nhà nước Konstantin Fedorovich Lunev (1907-1980) | 30 tháng 7 năm 1953                   | 13 tháng 3 năm 1954                   |                                                    |                                                                      |
| 7                                                       |                                       | Trung tướng Semyon Nikiforovich Perevertkin (1905-1961)         | 15 tháng 3 năm 1956                   | 16 tháng 1 năm 1960                   |                                                    |                                                                      |
| Thứ trưởng thứ nhất Bộ Bảo vệ trật tự công cộng Liên Xô |                                       |                                                                 |                                       |                                       |                                                    |                                                                      |
| 1                                                       |                                       | Tướng Nội vụ hạng 3 Vladimir Petrovich Petushkov (1904-1995)    | 21 tháng 1 năm 1967                   | 13 tháng 12 năm 1968                  |                                                    |                                                                      |
| Thứ trưởng thứ nhất Bộ Nội vụ Liên Xô                   |                                       |                                                                 |                                       |                                       |                                                    |                                                                      |
| 1                                                       |                                       | Trung tướng Nội vụ Vladimir Petrovich Petushkov (1904-1995)     | 13 tháng 12 năm 1968                  | 14 tháng 4 năm 1974                   |                                                    |                                                                      |
| 2                                                       |                                       | Trung tướng Nội vụ Viktor Semyonovich Paputin (1926-1979)       | 6 tháng 6 năm 1974                    | 28 tháng 12 năm 1979                  |                                                    | Tự sát                                                               |
| 3                                                       |                                       | Thượng tướng Nội vụ Yuri Mikhailovich Churbanov (1936-2013)     | 6 tháng 2 năm 1980                    | 5 tháng 11 năm 1984                   |                                                    | Con rể Tổng bí thư Leonid Ilyich Brezhnev Liên quan đến "vụ án Bông" |
| 4                                                       |                                       | Thượng tướng Nội vụ Vasily Petrovich Trushin (1934-2006)        | 10 tháng 12 năm 1984                  | 26 tháng 10 năm 1989                  |                                                    |                                                                      |
| 5                                                       |                                       | Trung tướng Nội vụ Leonid Georgievich Sizov (1931-2005)         | 28 tháng 7 năm 1986                   | 5 tháng 1 năm 1990                    |                                                    |                                                                      |
| 6                                                       |                                       | Thượng tướng Nội vụ Ivan Fedorovich Shilov (1930-2021)          | 5 tháng 1 năm 1990                    | 18 tháng 12 năm 1991                  |                                                    |                                                                      |
| 7                                                       |                                       | Thượng tướng Boris Vsevolodovich Gromov (1943-)                 | 1 tháng 12 năm 1990                   | 5 tháng 9 năm 1991                    | Ủy viên dự khuyết Trung ương Đảng Cộng sản Liên Xô |                                                                      |
| 8                                                       |                                       | Trung tướng Cảnh sát Viktor Fyodorovich Yerin (1944-2018)       | 5 tháng 9 năm 1991                    | 19 tháng 12 năm 1991                  |                                                    |                                                                      |

## Cơ quan nội vụ tại nước ngoài
Bộ Nội vụ Liên Xô cử đến một số quốc gia thiết lập văn phòng cố vấn, đại diện Bộ Nội vụ Liên Xô tại nước ngoài:
- Văn phòng Cố vấn – Đại diện Bộ Nội vụ Liên Xô tại Afghanistan (1978-1991)
- Đại diện Bộ Nội vụ Liên Xô tại Bulgaria (1977-1989)
- Đại diện Bộ Bảo vệ Trật tự công cộng - Bộ Nội vụ Liên Xô tại Cuba (1967-1991)
- Đại diện Bộ Nội vụ Liên Xô tại Tiệp Khắc (1979-1985)